# Menostanes
Menostanes (altpersisch: Manuštānu; † 423 v. Chr.), Sohn des Artarios, war ein Angehöriger der persischen Achämenidendynastie im 5. vorchristlichen Jahrhundert. Väterlicherseits war er ein Enkel des Großkönigs Xerxes I.
Für seinen Onkel Artaxerxes I. trat Menostanes um 456 v. Chr. als Feldherr gegen den rebellierenden Megabyzos II. auf, von dem er allerdings in einer Schlacht geschlagen und verwundet wurde. 423 v. Chr. unterstützte er die Machtübernahme des Sogdianos und wurde von diesem als Lohn zum Befehlshaber (azabarites) der Apfelträgergarde und damit zum Wesir des Großkönigs ernannt. Allerdings konnte er den schnellen Sturz des Sogdianos und die Machtübernahme von Dareios II. noch im selben Jahr nicht verhindern. Menostanes wurde gefangen gesetzt und tötete sich kurz nach der gescheiterten Revolte des Prinzen Arsites selbst, um einer zu erwartenden Exekution zu entgehen.
Abseits der klassischen Überlieferung von Ktesias ist Menostanes auch aus erhaltenen Tontafeln der Murašû-Familie aus Nippur bekannt, denen sein altpersischer Name einschließlich Patronym und seine Würde als „königlicher Prinz“ (mār bīt šarri) zu entnehmen sind. Die ihn betreffenden Tontafeln datieren auf das 40. und 41. Regierungsjahr (425/424 v. Chr.) des Artaxerxes I.